# Storzkobling
Storz-koblinger, er slangekoblinger, der bl.a. bruges til brandhaner, brandslanger, men også større slanger. Storz er en standardiseret klo-kobling med gummitætning, hvor slangen kan kobles til, eller samles med en anden slange, uden gevind, men dog ofte med et værktøj, på grund af koblingens diameter. Den blev indført som standard slangekobling ved danske brandvæsner i 1941. 
Brandhaner/brandstandere er i Danmark delt op i A, B og C standere, hvor A-standeren kan give mest vand og C-standeren mindst. C-standere bliver sjældnere, da de giver en begrænset mængde vand i forhold til deres pris og vedligeholdelsesomkostninger. Storz-koblingens størrelse følger brandstanderens størrelse. A-stander bruger større slangediameter end C-stander. Storz-koblingen er oftest af aluminium, rustfast stål eller messing. Brandværktøj i messing anvendes, hvor man vil være sikker på, at værktøjet ikke kan forårsage gnister. I udlandet anvendes D-slanger ofte til højtrykslanger, men ikke altid.
Slangerne er ligeledes opdelt i A-, B- og C-slanger alt efter ydeevne. A-slanger giver 1200 l/min. B-slanger giver 600 l/min. og C-slanger giver 200 l/min. 
| Størrelse | Indvendig diameter | Bemærkning |
| --------- | ------------------ | --- |
| D         | 25 mm              | Slangen er en udpræget førstehjælpsslange. Dens betydning er dalende efterhånden som der er indført vandfyldte højtryks- eller lavtryksslanger på automobilsprøjterne.                             |
| C52       | 52 mm              | Den normale angrebsslange, sammen med C42. |
| C42       | 42 mm              | Koblingen er fysisk identisk med C52, forskellen ligger i at C42 anvender et andet materiale til slangen som betyder at samme mængde kan flyttes i en lettere slange. Betegnes også som CF-slange. |
| B         | 75 mm              | Slangen anvendes som vandforsyningsslange og i enkelte tilfælde som angrebsslange. |
| A         | 102 mm             | Relativt sjældent anvendt, da moderne slukningsudstyr er mere effektivt. Anvendes også til at overføre massegods, såsom korn, sukker og deslignende.                                               |